# 利斯納魯德尼亞
50°9′45″N 28°7′9″E / 50.16250°N 28.11917°E
利斯納魯德尼亞（烏克蘭語：Лісна Рудня），是烏克蘭北部的村莊，隸屬日托米爾州的日托米爾區。該村始建於1920年，面積0.057平方公里，海拔高度223米，2001年人口205。